# Alen Mrzlečki
Alen Mrzlečki (Bjelovar, 13 maggio 1974) è un ex calciatore croato, di ruolo difensore.